# Туренко, Дмитрий Анатольевич
Дми́трий Анато́льевич Туре́нко (16 июня 1974) — российский и казахстанский футболист, защитник и полузащитник.

## Карьера
В 1992 году провёл 12 матчей за «Венец», в том же сезоне выступал за «Ротор-д», сыграл 18 встреч. С 1993 по 1995 год снова защищал цвета «Венца», в 87 поединках забил 3 гола. С 1996 по 1998 год выступал в составе «Кубани», провёл 85 матчей, в которых забил 6 мячей. В сезоне 1999 года играл за московский клуб «Торпедо-ЗИЛ», принял участие в 15 поединках.
В сезоне 2000 года защищал цвета «Нефтехимика», сыграл 3 встречи в первенстве, и ещё 2 матча провёл в Кубке России. В 2002 году опять выступал за «Венец», в 31 встрече забил 3 гола. Сезон 2003 года провёл в нальчикском «Спартаке», принял участие в 23 матчах команды. В 2004 году перешёл в казахстанский «Женис», сыграл 25 встреч в Высшей лиге Казахстана, и ещё выступал в играх Кубка, в том числе выходил на поле на стадии полуфинала.
С 2006 по 2007 год играл за павлодарский «Иртыш», провёл 45 матчей и забил 4 мяча в чемпионате, и снова стал полуфиналистом Кубка Казахстана. В сезоне 2008 года защищал цвета «Жетысу», в 26 встречах забил 1 гол.

## Достижения
- Полуфиналист Кубка Казахстана: 2004, 2006

## После карьеры
После завершения карьеры профессионального футболиста играл на любительском уровне за «ГНС-Спартак». Ныне работает тренером в школе резерва ФК «Кубань» с командой 1996 года рождения, а также выступает за команду ветеранов клуба.